# Liste von Werkzeugen zur statischen Codeanalyse
Diese Liste von Werkzeugen zur statischen Codeanalyse enthält Werkzeuge, mit deren Hilfe man Statische Code-Analyse betreiben kann.
Derartige Werkzeuge können meist nicht nur allein stehend laufen, sondern auch integriert in die Entwicklungsumgebung bzw. in den Build Server. Sie beschränken sich nicht nur auf Kodierungsregeln wie beispielsweise die MISRA-C-Regeln, sondern erkennen auch funktionale und technische Fehler, potentielle Fehler sowie auch qualitative Schwachstellen im Code (sogenannte Code-Smells), wie zum Beispiel duplizierten Code (auch Software-Klone genannt).
Einige Werkzeuge können den Code auch auf sicherheitsrelevante Programmierfehler wie zum Beispiel Pufferüberläufe oder Wettlaufsituationen prüfen.
Weiters gibt es noch Werkzeuge, die auch Architekturmetriken und die Konformität des Codes mit der Architekturspezifikation prüfen.
Diese Liste ist nach Programmiersprachen aufgeteilt, beginnend mit Werkzeugen, welche mehrere Programmiersprachen unterstützen bzw. unabhängig von Programmiersprachen sind. Diese Werkzeuge werden nicht noch einmal bei den unterstützten Programmiersprachen aufgeführt.

## Sprachunabhängige bzw. sprachübergreifende Werkzeuge
App-RayWerkzeug zum Auffinden von Sicherheitslücken und Datenschutzverletzungen in Android- und iOS-Apps. Unterstützt Bytecode (Java, Kotlin) und Binärcode (Swift, Objective-C).
Axivion Bauhaus SuiteWerkzeug für Code-, Design- und Architekturanalyse. Erhältlich für die Programmiersprachen Ada, C, C++, C# und Java.
Black Duck SuiteWerkzeug zur Analyse von Sourcecode und Binaries auf wiederverwendbaren Code, notwendige Lizenzen und potentielle Sicherheitsaspekte.
BugScoutWerkzeug zum Aufspüren potentieller Sicherheitsprobleme in Java, PHP, ASP und C# Webapplikationen.
CAST Application Intelligence PlatformDashboard für die Messung von Codequalität und Produktivität. Unterstützt mehr als 30 Programmiersprachen sowie verschiedene Datenbanken.
ChecKingSoftwarequalitätsportal zur Darstellung der Qualität aller Phasen der Softwareentwicklung. Unterstützt statische Codeanalyse von Java, JSP, JavaScript, HTML, XML, .NET (C#, ASP.NET, VB.NET etc.), PL/SQL, embedded SQL, SAP ABAP IV, Natural/Adabas, C/C++, Cobol, JCL und PowerBuilder.
Cigital SecureAssistErweiterung für Integrierte Entwicklungsumgebungen, welche Sicherheitsprobleme während der Entwicklung aufzeigt. Unterstützt Java, .NET und PHP.
Clangein Compiler-Frontend für die Programmiersprachen C, C++, Objective-C und Objective-C++. Es verfügt im Vergleich mit anderen Compiler-Frontends über umfangreichere und genauere statische und dynamische Analysemethoden, die die Fehlersuche erleichtern.
CodyzeOpen-Source-Werkzeug zur Prüfung der korrekten Verwendung von Kryptographie. Verwendet "Code Property Graphen" und unterstützt die Sprachen Java und C++/C.
ConQAT(Continuous quality assessment toolkit) Ermöglicht diverse Qualitätsanalysen wie Architektureinhaltung, Prüfung auf doppelten Code, Qualitätsmetriken und kann diese auf einem Dashboard darstellen. Unterstützt unter anderen Java, C#, C++, JavaScript, ABAP und Ada.
Coverity SAVEKommerzielles Werkzeug zum Auffinden von Fehlern basierend auf dem Stanford Checker. Unterstützt die Sprachen C, C++, C# und Java.
DMS Software Reengineering ToolkitWerkzeug zur Erkennung von Doppeltem Code, Totem Code und unpassendem Programmierstil. Unterstützt die Analyse von Sourcecode in C, C++, C#, Java, COBOL, PHP, VisualBasic und anderen Programmiersprachen.
FeramEin kommerzieller GitHub-basierter Dienst auf Basis anderer Open-Source-Tools. Unterstützt die Sprachen JavaScript, HTML, CSS, Python, Ruby, PHP, JSON, C, C++, C#, Objective C, D, Java, Pawn und VALA.
FluctuatAbstrakter Interpreter für die Validierung numerischer Eigenschaften von Ada und C/C++ Programmen.
HP Fortify Source Code AnalyzerWerkzeug zum Aufdecken von Sicherheitsproblemen in C/C++, Java, JSP, .NET, ASP.NET, ColdFusion, ASP, PHP, Visual Basic 6, VBScript, JavaScript, PL/SQL, T-SQL, Python und COBOL Programmen sowie Konfigurationsdateien.
GrammaTech CodeSonarErkennt potentielle Fehler (Bufferüberläufe, Memory-Leaks, …), prüft Concurrency und Sicherheit, visualisiert die Architektur und berechnet diverse Softwaremetriken für C-, C++- und Java-Code.
GammaEine intelligente Software-Analyse-Plattform, die Probleme aus mehreren Linsen identifiziert: Design-Probleme, Code-Probleme, Duplizierungen und Metriken. Verfügbar für Java, C / C ++ und C #.
IBM Rational AppScanAnalysiert Sourcecode hinsichtlich Sicherheitslücken. Unterstützt C/C++, .NET, Java, JSP, JavaScript, ColdFusion, Classic ASP, PHP, Perl, VisualBasic 6, PL/SQL, T-SQL und COBOL
Imagix 4DErkennt insbesondere bei Embedded Applikationen Probleme mit Variablenverwendung, Task-Interaktionen und Mehrläufigkeit. Unterstützt auch beim Verstehen und Dokumentieren von C-, C++- und Java-Code.
InferStatische Codeanalyse entwickelt durch facebook. Kann C/C++, Objective-C und Java Code prüfen.
KalistickEine Cloudbasierte Plattform für statische Code Analyse mit Praxistipps. Werkzeug zur Zusammenarbeit in agilen Teams.
KiuwanSoftwarequalitätsportal zur Darstellung der Qualität aller Phasen der Softwareentwicklung. Unterstützt statische Codeanalyse von Java, JSP, JavaScript, HTML, XML, .NET (C#, ASP.NET, VB.NET etc.), PL/SQL, embedded SQL, SAP ABAP IV, Natural/Adabas, C/C++, Cobol, JCL und PowerBuilder.
Klocwork InsightErkennt Sicherheitslücken und andere technische Probleme inklusive Trend dieser Metriken. Unterstützt C, C++, C# und Java.
LattixAnalysiert den Code um die Architektur aus dem Code zu erkennen, sie anhand des Codes zu definierten und schlussendlich zu refaktorisieren.
LDRA TestbedEin Software-Analyse und Test-Tool für die Sprachen C, C++, Ada83, Ada95 und Assembler (Intel, Freescale, Texas Instruments).
MALPAS Software Static Analysis ToolsetEin Set an Tools für statische Codeanalyse für verschiedene Sprachen wie Ada, C, Pascal und Assembler (Intel, PowerPC and Motorola). Wird vor allem für sicherheitskritische Applikationen in Luftfahrt und Atomkraft verwendet.
MooseSoftwareanalyseplattform mit Werkzeugen um Software zu visualisieren, manipulieren und analysieren. Kann zu einer generischen Datenanalyseplattform ausgebaut werden. Unterstützt C, C++, Java, Smalltalk und .NET.
ParasoftStatische Codeanalyse (Pattern- und Flow-basierend, In-line und Metriken) für C, C++, Java, .NET (C#, VB.NET etc.), JSP, JavaScript, XML und andere Programmiersprachen. Through a Development Testing Platform, static code analysis functionality is integrated with unit testing, peer code review, runtime error detection and traceability. Plugins für Visual Studio und Eclipse.
Copy/Paste Detector (CPD)PMDs Erkennung doppelten Codes für beispielsweise Java, JSP, C, C++, ColdFusion, PHP und JavaScript
PolyspaceVerwendet abstract interpretation, eine auf formalen Methoden basierende Technik, um im Sourcecode bestimmte Laufzeitfehler zu finden bzw. zu beweisen, dass sie nicht vorhanden sind. Unterstützt C-, C++- und Ada-Code.
Pretty DiffWerkzeug für sprachbezifischen Codevergleich mit Analyse, Code-Reduktion (Minifikation) und Quelltextformatierung.
ProtecodeAnalysiert den Zusammenhang zwischen einzelnen Modulen im Sourcecode und Binärdateien. Sucht nach Open-Source und Fremdcode und deren Lizenzen. Kann auch Sicherheitslöcher aufdecken.
PVS-StudioEin Software Analysewerkzeug für C, C++, C++11, C++/CX (Component Extensions), C#.
ResourceMinerAnalyse und Metriken von Architektur bis Codedetails, unterstützt die Entwicklung eigener Regeln für globale Codeänderungen und Codegenerierungen. Unterstützt mehr als 30 Programmiersprachen sowie alle großen Datenbanken.
Simian - Similarity AnalyserAnalysiert Code (und auch HTML und XML) auf doppelten Code. Kann (sprachabhängig) zwischen Code und Kommentaren unterscheiden. Unterstützt Java, C#, C++, C, Objective-C, JavaScript (ECMAScript), COBOL, ABAP, Ruby, Lisp, SQL, Visual Basic, Groovy, JSP, ASP, HTML, XML.
SofCheck InspectorStatische Analyse des Codes hinsichtlich logischer Fehler, Race Conditions und redundantem Code. Kann Vor- und Nachbedingungen aus dem Code auslesen. Unterstützt Ada und Java.
SonarQubeEin Qualitäts-Cockpit zum Managen der technischen Schulden: Unterstützt mit diversen Plugins Programmiersprachen wie ABAP, C, Cobol, C#, Flex, Forms, Groovy, Java, JavaScript, PHP, PL/SQL, Visual Basic, XML und Python.
SotoarcArchitektur- und Qualitätsanalyse und -monitoring für C, C++, C#, Java und ABAP. Ermöglicht mittels Was-wäre-wenn Szenarien die Auswirkungen von Designänderungen durchzuspielen.
SQuOREMonitoring Werkzeug für verschiedene Programmiersprachen.
Structure101Visualisiert die Struktur der Software aus dem Code und prüft die Struktur gegen die definierte Architektur (Java, .Net, C/C++)
TeamscaleCommit-basierte inkrementelle Analysen für eine Vielzahl an Sprachen (Java, C#, JavaScript, ABAP, C/C++, Python etc.), u. a. Analyse von Architekturkonformität, redundantem Code, Kommentierung, Codestrukturierung und Namenskonventionen.
VeracodeFindet Sicherheitslücken in Binärdateien und Bytecode ohne den Sourcecode zu benötigen. Unterstützt C, C++, .NET (C#, C++/CLI, VB.NET, ASP.NET), Java, JSP, ColdFusion, PHP, Ruby on Rails und Objective-C. Kann auch mobile Applikationen für die Windows Mobile, Blackberry, Android und iOS Plattformen prüfen.
Visual Studio Team SystemAnalysiert C++- und C#-Code.
YascaYet Another Source Code Analyzer, ein plugin-basierendes Framework um Dateien unterschiedlichen Typs zu scannen. Kommt mit Plugins für C/C++, Java, JavaScript, ASP, PHP, HTML/CSS, ColdFusion, COBOL und andere Filetypen. Lässt sich mit anderen Werkzeugen zur statischen Codeanalyse wie FindBugs, PMD und Pixy integrieren.

## .NET
.NET Compiler Platform(Codename "Roslyn") – Compiler Framework für C# und VB.NET mit API zur Analyse und Manipulation von Code.
CodeIt.RightWerkzeug für statische Code Analyse und automatisiertes Refactoring in Richtung Best Practices. Ermöglicht eine automatische Korrektur von Fehlern und Verletzungen. Unterstützt C# und VB.NET.
CodeRushEin Plugin für Visual Studio. Erweitert Visual Studio unter anderem durch Warnungen bei Verletzungen von Best Practices basierend auf statischer Codeanalyse.
FxCopStatische Codeanalyse für .NET Programme, die gegen die Common Intermediate Language kompilieren. Läuft standalone und integriert in einige Microsoft Visual Studio Editionen.
NDependSchwesternprojekt zu JDepend. Analysiert und visualisiert Abhängigkeiten und Zyklen im Code. Erlaubt es Design-Regeln zu definieren und prüfen, kann Impact-Analysen erstellen und verschiedene Versionen des Codes miteinander vergleichen. Integriert in Visual Studio.
StyleCopAnalysiert C# Sourcecode und prüft Codestyleregeln und Konsistenzregeln. Läuft integriert in Microsoft Visual Studio oder in einem MSBuild Projekt.

## ABAP
ABAP Test Cockpit (ATC)Ein zentrales Qualitätsprüfungswerkzeug für ABAP-Anwendungen in SAP-Landschaften; Nachfolger des SAP-internen Tools CheckMan, des SAP Code Inspectors (SCI) und der erweiterten Programmprüfung (SLIN)
SAST Code Security Advisor
Ein zur SAST Suite gehörendes SAP-Add-On, das ABAP Code unter Berücksichtigung des konkreten Kontextes auf Schwachstellen wie Sicherheits- und andere Qualitätsmängel prüft. Der SAST CSA prüft in Übereinstimmung mit gängigen Empfehlungen wie die der OWASP auf alle kritischen Schwachstellen. Durch die Prüfung direkt im SAP-System kann das Tool den Kontext einer Fundstelle in die Einschätzung einbeziehen und liefert so qualitativ hochwertige Ergebnisse mit geringer False Positive Rate.
Virtual Forge CodeProfiler
Ein in die SAP-Entwicklungsumgebung integriertes Werkzeug, das in ABAP geschriebene Anwendungen auf Sicherheitslücken, Compliance- und Qualitätsschwachstellen prüft. Enthält mehr als 240 Testfälle, die Anwender selbst erweitern können. Das Modul Automated Correction Engine (ACE) ermöglicht eine automatisierte Korrektur von Programmierfehlern. Eine Funktion zum Auffinden und Bereinigen von „Altlasten“ (nicht mehr benötigten ABAP-Code) ist ebenfalls vorhanden.

## ActionScript
ApparatEin Sprachmanipulations- und Optimierungsframework. Basiert auf einer Zwischenrepräsentation von ActionScript.

## Ada
AdaControlWerkzeug um Entitäten und Programmierpattern in Ada Sourcecode zu finden. Wird verwendet, um Kodierungsregeln zu prüfen, sicherheitsrelevante Regeln sicherzustellen und manuelle Codeinspections zu unterstützen.
CodePeerEin Werkzeug zur statischen Codeanalyse, welches potentielle Laufzeitfehler in Ada Programmen erkennt.

## C
AbsInt RuleCheckerStatischer Quellcodeanalysator zur Prüfung von Codierrichtlinien und zur Berechnung von Codemetriken.
AstréeVerwendet abstrakte Interpretation, um Laufzeitfehler, Datenwettläufe und Zusicherungsverletzungen zu finden, bzw. deren Abwesenheit zu beweisen. Beinhaltet Checker für MISRA-C und C++ und weitere Codierrichtlinien.
BLAST model checkerBLAST steht für Berkeley Lazy Abstraction Software verification Tool, ein Werkzeug um Softwaremodelle basierend auf lazy abstraction in C Programmen zu prüfen.
CppcheckOpen-Source-Werkzeug zur Prüfung verschiedener Fehlertypen, beispielsweise die korrekte Verwendung der Standard Template Library.
CoccinelleSoftware für Patternmatching und Transformation von Source Code
ECLAIREine Plattform für die automatisierte Analyse, Verifikation, Testen und Transformation von C und C++ Programme.
Frama-CStatisches Codeanalyseframework für C.
GoannaSoftwareanalysewerkzeug für C und C++.
GoblintStatischer Analysator für multi-threaded C. Basiert auf abstrakter Interpretation.
LintStatisches Codeanalysewerkzeug für C und C++
makedependEin Unix Werkzeug um Abhängigkeiten zwischen C Sourcen aufzuzeigen
QA-CStatische Codeanalysewerkzeug für C und C++ für Qualitätssicherung und Sicherstellung von Coding Standards.
SLAM projectEin Projekt von Microsoft Research für die Prüfung, ob Software kritischem Verhalten der von ihr verwendeten Schnittstellen nachkommt.
SparseEin Werkzeug, um Fehler im Linux-Kernel zu finden.
SplintEin Nachfolger von Lint.
Testwell ctc++Statische Codeanalyse auch für Crossplatform und Kleinstprojekte.

## C++
AbsInt RuleCheckerStatischer Quellcodeanalysator zur Prüfung von Codierrichtlinien und zur Berechnung von Codemetriken.
AstréeVerwendet abstrakte Interpretation, um Laufzeitfehler, Datenwettläufe und Zusicherungsverletzungen zu finden, bzw. deren Abwesenheit zu beweisen. Beinhaltet Checker für MISRA C und C++ und weitere Codierrichtlinien.
CppcheckOpen-Source-Werkzeug zur Prüfung verschiedener Fehlertypen, beispielsweise die korrekte Verwendung der Standard Template Library.
cpplintPrüft Code gegen den Google Styleguide für C++
CoccinelleSoftware für Patternmatching und Transformation von Source Code
ECLAIREine Plattform für die automatisierte Analyse, Verifikation, Testen und Transformation von C und C++ Programme.
GoannaSoftwareanalysewerkzeug für C und C++.
LintStatisches Codeanalysewerkzeug für C und C++.
QA-CStatische Codeanalysewerkzeug für C und C++ für Qualitätssicherung und Sicherstellung von Coding Standards.
SLAM projectEin Projekt von Microsoft Research für die Prüfung, ob Software kritischem Verhalten der von ihr verwendeten Schnittstellen nachkommt.
SparseEin Werkzeug, um Fehler im Linux-Kernel zu finden.
SplintEin Nachfolger von Lint.
Testwell ctc++Statische Codeanalyse auch für Crossplatform und Kleinstprojekte.

## Fortran
FtnchekEin Werkzeug zur statischen Codeanalyse in Fortran Code.

## Eiffel
Inspector EiffelRegelbasierte Analyse basierend am AST und Control Flow Graph von Eiffel code.

## IEC 61131-3
CODESYS Static AnalysisRegelbasierte Analyse von Applikationscode für Maschinen und Anlagen als Add-on für CODESYS
EcoStruxure Machine Expert – Machine Code AnalysisEin voll integriertes Analysewerkzeug für EcoStruxure Machine Expert von Schneider Electric. Mit Hilfe von Metriken und Konventionsprüfungen (o. a. PLCopen-Regeln) kann die Software-Qualität des IEC Quellcodes gemessen, Schwächen identifiziert und die Einhaltung von Programmierrichtlinien geprüft werden. Komplexe Zusammenhänge können visualisiert und dokumentiert werden.
EcoStruxure Machine Advisor Code AnalysisInternetbasiertes Portal von Schneider Electric mit direkter Anbindung aus der Entwicklungsumgebung EcoStruxure Machine Expert. Dient zur Messung und Visualisierung von qualitätsrelevanten Projektindikatoren (Metriken und Konventionsprüfungen) im Zeitverlauf sowie zum Reporting der Qualitätsentwicklung von IEC Anwendungen.
TIA Portal Test Suite
Ein Optionspaket der TIA Portal Engineeringumgebung für Simatic S7-1500/1200/400/300 Steuerungen. Es umfasst die regelbasierte Analyse von Applikationscode auf Programmierrichtlinien bzw. äußeren Verbindlichkeiten. Genauso ist ein Applikationstest von Bausteinen oder Programmteilen möglich, um zum Beispiel Unittest für STEP7-Programmcode umzusetzen.

## Java
AgileJ StructureViewsReverse-Engineering-Werkzeug zur Darstellung von Klassendiagrammen aus Java-Code mit Fokus auf Filterung
ObjectWeb ASMWerkzeug zur Teilung, Modifizierung und Zusammensetzung von Java Bytecode Klassen.
CheckstyleFreies Werkzeug zur Statischen Codeanalyse insbesondere hinsichtlich der Einhaltung von Coding Standards.
FindBugsEin freies Werkzeug zur Analyse des Bytecodes von Java-Programmen hinsichtlich möglicher Fehler (basierend auf der Jakarta Byte Code Engineering Library (BCEL)). Entwickelt von der University of Maryland.
HammurapiVielseitige Software für Code-Reviews. Gratis für nicht kommerzielle Verwendungen.
JDependAnalysiert und visualisiert Abhängigkeiten und Zyklen im Code. Erlaubt es Design-Regeln zu definieren und prüfen, kann Impact-Analysen erstellen und verschiedene Versionen des Codes miteinander vergleichen.
JtestStatische Code Analyse und Test-Werkzeug von Parasoft.
OversecuredEin statischer SaaS-basierter Schwachstellenscanner für Android apps (APK-Dateien) unterstützt apps, die auf Java und Kotlin geschrieben wurden. Ermöglicht die Integration in DevOps-Prozesse. Enthält über 90 Schwachstellenkategorien.
PMDStatische Codeanalyse für die Identifizierung potentieller Qualitätsprobleme.
RIPSSprachenspezifische statische Code Analyse zur Erkennung von ausnutzbaren Sicherheitsschwachstellen, Code-Qualitätsmängeln und fehlerhaften Konfigurationen im Entwicklungsprozess.
SonarGraphÜberprüft, ob die definierte Architektur auch umgesetzt wurde und zeigt Abweichungen von der definierten Architektur sowie Zyklen auf. Kann auch diverse Softwaremetriken errechnen.
SootFramework zur Manipulation und Optimierung für Java Code
SqualePlattform für Softwarequalität (kann mit kommerziellen Analysewerkzeugen auch für andere Sprachen als Java erweitert werden).
ThreadSafeStatisches Analysewerkzeug für Java mit Fokus auf Concurrencyfehlern.
XanitizerWerkzeug zum Aufdecken von Sicherheitsproblemen in Java und JSP Programmen (insbesondere Webapplikationen).

## JavaScript
JSLintEin JavaScript-Validator, der die Syntax von JavaScript untersucht.
JSHintEine Abspaltung von JSLint, die es erlaubt, weniger streng zu prüfen.
eslintEin modulares Werkzeug zum Prüfen von JavaScript als Freie Software, kann die Parser Espree oder babel-eslint verwenden.
jsonlintBesonders zugeschnitten auf JavaScript Object Notation (JSON).
jscsVor allem zum Prüfen von Quelltext-Stil-Regeln.

## Perl
Perl::CriticEin Werkzeug, um Perl Best Practices sicherzustellen. Die meisten dieser Best Practices basieren auf dem Buch Perl Best Practices von Damian Conway.
PerlTidySyntaxüberprüfung, sowie Test und Sicherstellung von Kodierungsrichtlinien in Perl
Padre (Software)Integrierte Entwicklungsumgebung für Perl, die auch eine statische Codeanalyse zur Prüfung typischer Anfängerfehler enthält.

## PHP
RIPSAutomatische Detektierung von komplexen Sicherheitsschwachstellen
MondrianSammlung von Command Line Tools für die Analyse und Refactoring von objektorientiertem PHP-Code.

## Python
PycheckerWerkzeug zur Prüfung von Python Sourcecode
PylintStatische Codeanalyse
PyflakesProgramm, um Python Code auf Fehler hin zu überprüfen

## Werkzeuge zu Prüfung mittels formaler Methoden
Werkzeuge die Formale Methoden (beispielsweise statische Assertions) verwenden um statische Codeanalyse zu machen:
ECLAIRVerwendet auf formalen Methoden basierende Codeanalysetechniken wie abstrakte Interpretation oder Modellprüfung, kombiniert mit Techniken zur Zusicherung von Constraints. Kann das Vorhandensein oder Nicht-Vorhandensein von bestimmten Runtimefehlern im Sourcecode erkennen.
ESC/Java und ESC/Java2Können basierend auf der Java Modeling Language, einer erweiterten Version von Java, Code prüfen.
MALPAS Software Static Analysis ToolsetEin Werkzeug basierend auf formalen Methoden, das mittels gerichteter Graphen und regulärer Algebra beweist, dass die analysierte Software korrekt ihre mathematische Spezifikation umsetzt.
SofCheck InspectorErkennt und dokumentiert statisch Vor- und Nachbedingungen für Java Methoden. methods; Prüft statisch Vorbedingungen bei allen Aufrufern. Unterstützt auch Ada.
SPARK ToolsetBasierend auf der Programmiersprache SPARK prüft der SPARK Examiner Code.